# آنسوی دیوار
«آنسوی دیوار» (انگلیسی: Beyond the Wall) ششمین قسمت از فصل هفتم مجموعه تلویزیونی درام-فانتزی بازی تاج‌وتخت و به طور کلی شصت و ششمین قسمت پخش شده از این مجموعه است. این قسمت توسط دیوید بنیاف و دی. بی. وایس نوشته شد و توسط آلن تیلور کارگردانی شد و در تاریخ ۲۰ اوت ۲۰۱۷ از شبکه تلویزیونی اچ‌بی‌او به نمایش درآمد. مدت زمان این قسمت ۷۰ دقیقه است.

## داستان
‎در وینترفل
آریا استارک در مورد نامه ای که سانسا استارک برای متقاعد کردن راب برای  زانو زدن به جافری نوشت با سانسا صحبت می کند. آریا سانسا را متهم می کند که عمدتاً نگران است در صورت علنی شدن نامه، اعتماد خود را به عنوان بانوی وینترفل در برابر اربابان شمالی از دست بدهد. سانسا با لیتل فینگر صحبت می‌کند، او پیشنهاد می‌کند که برین، که سوگند خورده به هر دو خواهر خدمت کند، اگر آریا علیه سانسا عمل کند، برین وساطت خواهد کرد. با این حال، زمانی که سرسی سانسا را برای گفتگو به مقر فرمانروایی دعوت می کند، سانسا برین را به عنوان نماینده خود می فرستد. سانسا برای یافتن نامه اتاق آریا را جستجو می کند و چهره های آریا را پیدا می کند. آریا سانسا را می بیند و اینکه عضوی از  مردان بی چهره است را به سانسا توضیح می دهد. 
در دراگون استون
تیریون مشکوک است که سرسی در هنگام ملاقات آنها تله خواهد گذاشت، دنریس تارگرین از مشاوره ی تیریون ناامید می شود، اما می داند که او وفادار است. تیریون در ادامه این سوال را مطرح می‌کند که چگونه دنریس، که خود را نابارور می‌داند، می‌تواند میراثی را ایجاد کند که بیشتر از او زنده بماند. دنریس از بحث در مورد جانشینی قبل از صعود به تخت آهنین خودداری می کند.
آن سوی دیوار
جان، سگ شکاری، جورا، بریک، توروس و گندری با تورموند جاینتسبین و چندین وحشی دیگر به آن سوی دیوار سفر می کنند. جان لانگ کلاو، شمشیر اجدادی مورمونت را به جورا پیشنهاد می کند، اما جورا اصرار دارد که آن پیش جان بماند.
یک خرس قطبی مرده به آن ها حمله می کند و توروس سگ شکاری را نجات می دهد. جان و دیگران به کمین می نشینند و یک وایت واکر را می گیرند، اما او با فریاد بلندی به ارتش مرده ها علامت می دهد که به آنجا بروند. تعداد زیادی از وایت واکرها نزدیک می شوند و گندری به تنهایی به ایست واچ فرستاده می شود تا کلاغی را برای دنریس بفرستد در حالی که بقیه در جزیره ای کوچک در وسط یک دریاچه نیمه یخ زده پناه می گیرند. پادشاه شب و سایر وایت واکرها از ارتفاعات آنها را  تماشا می کنند. بریک پیشنهاد می کند که از بین بردن نایت کینگ به نوبه خود بقیه وایت واکرها را نابود می کند. توروس به خاطر جراحاتش می میرد و بقیه او را می سوزانند.
گندری به ایست واچ می رسد و داووس کلاغی را به دنریس می فرستد. دنریس سه اژدهایش را برخلاف توصیه تیریون به سمت شمال پرواز میدهد.
وقتی آب دوباره یخ می زند، وایت واکرها به گروه جان حمله می کنند. دنریس از راه می رسد و اژدها ها بسیاری از وایت واکرها را می سوزانند. مردان سعی می کنند برای نجات و فرار از دست وایت واکرها سوار اژدها شوند ، اما وایت واکرها به حمله خود ادامه می دهند. با استفاده از نیزه یخی، پادشاه شب ویسریون،یکی از اژدهایان دنریس را می کشد. جان روی زمین به مبارزه ادامه می دهد تا بقیه بتوانند فرار کنند، اما به داخل آب کشیده می شود. جان توسط بنجن استارک نجات می‌یابد که اسبش را به جان می‌دهد تا به ایست‌واچ برود در حالی که خودش را در مبارزه با وایت واکرها فدا می‌کند.
پس از بازگشت به ایست‌واچ ، جان از دنریس به خاطر مرگ ویسریون عذرخواهی کرد. دنریس عهد می بندد که مقابل پادشاه شب با جان بجنگد. جان او را به عنوان ملکه خود قبول میکند و معتقد است که اربابان شمالی رهبری او را خواهند پذیرفت.
آن سوی دیوار، پادشاه شب، ویسریون را زنده و به ارتش مردگان خود اضافه می کند.